# Здзіслав Ясінський
Здзіслав Пйотр Ясінський (18 січня 1863 – 18 листопада 1932) – польський художник, рисувальник та аквареліст. Його перші картини були написані в академічному стилі, але пізніші, більш відомі роботи були радше імпресіоністичними.